# Ooit Tongeren
Ooit Tongeren, ook bekend als Het Land van Ooit Tongeren, was een attractiepark opgezet door de eigenaren van Het Land van Ooit dat op 16 juni 2007 in Tongeren werd geopend en binnen drie maanden na de opening op 28 augustus failliet ging.

## Beschrijving van het park
Het compacte pretpark was de Tongerse versie van Het Land van Ooit in Drunen (Nederland). Het werd daarom ook wel Het Land van Ooit Tongeren genoemd.
Het ging om een sprookjeswereld in Tongeren met uitgesproken Romeinse accenten. Het attractiepark werd gebouwd op een oppervlakte van 16 hectare. Daarmee was het de helft kleiner dan het Land van Ooit, nabij Drunen. Dat compacte park was meteen een wereldprimeur. Het ging om een dagrecreatiepark op een relatief klein gebied, maar met alle kenmerken van een nationale attractie. Als alles naar wens verliep, zouden er op termijn 250 mensen aan de slag kunnen. Op termijn moest het park meer dan 150.000 bezoekers per jaar trekken. Het Tongerse Land van Ooit werd ommuurd door groen- en steenwallen met een Romeins karakter. In het park stond een standbeeld van Ambiorix en zou er ook nog een theatercomplex gekomen zijn. Een tweede fase voorzag in een zwemparadijs en een themahotel. Het doel was "de geschiedenis van de stad Tongeren door middel van amusement educatief te vertalen naar de bezoekers". Het pretpark was in vier delen gesplitst: Het Land van Ooit, Ooit Gedacht aan Waterkracht, Ruige Route en Rijk Romeins.

## Faillissement
Allerlei problemen gingen de sluiting van Ooit vooraf. Zo nam reeds bij de opening de directie ontslag. Verder waren er slechts 50.000 bezoekers in twee maanden tijd. Dit werd geweten aan het slechte weer en de lauwe publieke belangstelling. Om rendabel te zijn, moest Ooit Tongeren binnen die tijd minimaal 75.000 bezoekers over de vloer krijgen. Verder waren er ook meningsverschillen tussen de uitbater Dea Dia en de NV Plinius (Stad Tongeren, Toerisme Vlaanderen en aannemer Strabag) over de toepassing van de contractuele overeenkomsten. Op 21 augustus 2007 stapte de NV Plinius naar de rechter, die op zijn beurt een team van deurwaarders stuurde. Ze namen voor 2 miljoen euro aan kas- en kluisgelden in beslag. Op 28 augustus 2007, ongeveer twee maanden na opening, werd het faillissement van Ooit Tongeren aangevraagd door de uitbater. Wat er met de infrastructuur en de omgeving zal gebeuren, is niet bekend. Het laatste weekend van augustus 2007 was er gratis toegang voor bezoekers. Dit waren de laatste dagen dat Ooit Tongeren open was. 2 maanden later sloot het Nederlandse attractiepark Het Land van Ooit in Drunen (Nederland) van dezelfde eigenaars ook wegens faillissement.
De eigenaar werd beschuldigd voor valsheid in geschrift, witwaspraktijken, misbruik van vennootschapsgoederen en faillissementsfraude. In 2013 heeft de rechtbank de eigenaar veroordeeld wegens fraude

## Plinius
Op 14 juni 2008 werd bekend dat het park midden juli 2008 openging als wandelpark Plinius zonder attracties. Na de zomer was dat alleen in de weekends. Op termijn wilde de overheid er een hoogwaardig tuinpark van maken.
Anno 2023 is het terrein als park in gebruik en is er naast een openluchtzwembad ook een skeelerpiste te vinden.